# 오가와 스케타다
오가와 스케타다(일본어: 小川祐忠, 덴분 18년(1549년) ~ 게이초 6년(1601년))는 센고쿠 시대부터 아즈치모모야마 시대까지의 무장, 다이묘. 이요분 성주. 통칭은 사헤이지(佐平次), 마고이치로(孫一郎). 관위는 도사마모루(土佐守), 사콘다유(左近太夫). 다른 이름으로 오가와 무네우지(小川宗氏)라고도 한다.
세키가하라 전투에서 서군에는 소속되었으나 다른 다이묘들의 눈치를 계속 보다가 고바야카와 히데아키가 동군으로 배신하자 히데아키를 따라서 같이 배신했다.

## 자손
오가와에게는 세 아이가 있었지만, 스케타다·유시가 개역한 후에는 죄를 면한 미쓰우지(光氏)가 뒤를 이어 일단 히타번주에 봉해져 재흥했지만, 무사단절되어 다시 영을 몰수당했다. 스케타다의 사촌동생인 하타모토(旗本)의 오가와 마타자에몬(小川又左衛門)과 오가와 도자에몬(小川藤左衛門)이 후에 그곳의 대관이 되지만, 간분 5년(1665년)에 자손이 농민소송을 당해 이것도 개역되었다. 후년에 일족 오가와 가쓰지(小川勝次)가 유서를 내고 막부에 그 자손을 주장하고 있으나, 그 중에서도 '오가와 이에노(小川家の) 단절'이라 하여 족보는 끊겼다.
단절되어 있던 오가와 집안은, 에도 시대에 시바타 가쓰토요(柴田勝豊)의 고아(자손)를 칭하는 사람이 상속되어 있었지만, 덴포 연간에 시바타성에서 오가와성으로 바꾸어 부흥했다.
또, 오가와 스케타다의 아들을 자칭한 만야 헤이에몬(萬屋平右衛門) 이외에도, 오가와씨의 동족을 칭한 가계는 몇개정도 있어, 코이시카와 양생소의 개조·오가와 생황을 배출한 오가와씨도 그 중 하나로, 오미에서 에도로 나와, 에도 막부 말기까지 대대로 양생소 주전을 맡았다. 이 오가와 집에는 의술의 길로 가는 사람이 많아, 후지사와 숙소에서도 별가가 의사가 되어 향토사에 이름을 남겼다.